# Torbjörn Gustafsson Chorell
Torbjörn Gustafsson Chorell, född 15 februari 1965, är en svensk professor i idé- och lärdomshistoria vid Uppsala universitet.

## Biografi
Gustafsson Chorell disputerade i idé- och lärdomshistoria vid Uppsala universitet 1996. Avhandlingen Själens biologi: medicinen, kulturen och naturens ordning 1850-1920 handlar om fysiologers och läkares syn på människan, kroppen och själen. Han har senare återkommit till frågor om psykiatrihistoria och relationen mellan natur och kultur.
Gustafsson Chorell har varit prefekt på institutionen för Idé- och lärdomshistoria i Uppsala i två omgångar, 2003-2006 och 2011 till 2016.

## Forskning
Gustafsson Chorell har bedrivit forskning om historieteori och skrivit om historiesyn hos bl.a. Haydn White. Han har också intresserat sig för identitetsbegreppets framväxt och tillämpning.

## Publikationer i urval
- Gustafsson Chorell, T. (2012). Natur och historia i historikers självbiografier.Historisk Tidskrift (S), 132(2): 191-217
- Gustafsson Chorell, T. (2010). Psykiatri och fenomenologi: Om Henrik Sjöbrings ofullbordade psykologi.I Torbjörn Gustafsson Chorell & Maja Bondestam (red.) *In på bara huden: Medicinhistoriska studier tillägnade Karin Johannisson, Nora: Bokförlaget Nya Doxa. 129-43
- Gustafsson Chorell, T. (2010). Neurovetenskaper: hjärna och psyke.I Karin Johannisson, Ingemar Nilsson, Roger Qvarsell (red.) Medicinen blir till vetenskap: Karolinska Institutet under två århundraden, Stockholm: Karolinska Institutet University Press. 239-267
- Gustafsson Chorell, T. (2003). Studier i Hayden Whites historietänkande.